# Rinorea squamata
Rinorea squamata är en violväxtart som beskrevs av Sidney Fay Blake. Rinorea squamata ingår i släktet Rinorea och familjen violväxter. Inga underarter finns listade i Catalogue of Life.